# Provinz Huíla
Huíla ist eine Provinz des afrikanischen Staates Angola. Sie liegt im Südwesten des Landes auf dem Huíla-Plateau, umfasst 75.002 km² Fläche und hat  rund 2,9 Millionen Einwohner.

## Geographie
Die Provinz Huíla grenzt an die Provinzen Namibe, Benguela, Huambo, Bié, Cuando Cubango und Cunene. Sie liegt auf einer Höhe zwischen 1000 m und 2300 m. Die Hochebene von Humpata befindet sich in 1900–2300 m Höhe. 

## Klima
Das Klima variiert zwischen dem tropischen Höhenklima im nördlichen Zentrum sowie der Hochebene von Humpata und dem halbtrockenen Klima der niedriger liegenden Gebiete. Die Extreme bei den Temperaturen liegen bei 1 °C und 34 °C. Die Regenzeit dauert von  Oktober bis April, die mittleren Niederschläge liegen dann zwischen 600 und 1200 mm, die mittlere Temperatur schwankt zwischen 19 °C und 21 °C. Während der Trockenzeit in den übrigen Monaten ohne Regen ist die Luftfeuchtigkeit relativ gering und die Temperaturen schwanken zwischen 15,5 °C und 19 °C.

## Geschichte
Die ersten Europäer kamen um 1627 nach Huíla, ab 1881 kamen Buren aus Südafrika hinzu. 1883–1885 schickte die portugiesische Regierung 560 Siedler aus Madeira in diese Gegend.  Bis 1905 hatten sich rund 2000 Buren in der Humpata Hochebene angesiedelt. Jedoch verließen die meisten von ihnen bis 1929 das Land wieder, nachdem die Portugiesen versucht hatten, den Gebrauch ihrer Sprache in der Schule zu verbieten und sie zum Katholizismus zu bekehren.
Vom Portugiesischen Kolonialkrieg (1961–1975) um die Unabhängigkeit Angolas, und vom anschließenden Bürgerkrieg in Angola (1975–2002) wurde Huíla direkt nur während relativ kurzer Zeitspannen betroffen. 1978 fand jedoch in der Provinz der Angriff auf Cassinga statt, bei dem die südafrikanischen Streitkräfte einen SWAPO-Stützpunkt bei Cassinga angriffen. Etwa 600 Menschen starben bei dem Vorfall.
Die nachkoloniale Entwicklung in Angola schlug sich in der Provinz Huíla in unterschiedlicher Weise nieder. Auf der einen Seite erlebte diese ein Wachstum, das sich an Indikatoren wie der Errichtung zweier Universitäten in Lubango (die staatliche Universidade Mandume, benannt nach einem Anführer der Ovambo im Kampf gegen die Besetzung durch die Portugiesen, sowie ein Campus der Universidade Privada de Angola) und das langsame Entstehen eines Lodge-Tourismus zeigte, an dem sich auch weiße Unternehmer aus Namibia beteiligten. Auf der anderen Seite kam es in manchen Gegenden zum Landraub im großen Stil (samt Aneignung knapper Wasserressourcen) zugunsten von hohen Militärs und Politikern des Regimes und (generell erfolglosen) Widerstandversuchen der betroffenen Bevölkerung, die danach den Schutz der Katholischen Kirche erfuhr.

## Verwaltung
Die Provinz Huíla ist unterteilt in 14 Kreise (Municípios), Hauptstadt der Provinz ist Lubango. Der 12. Gouverneur der Provinz ist seit dem 12. September 2018 der Unternehmer Luís Manuel da Fonseca Nunes (MPLA). Nunes, der portugiesischer Abstammung ist, gründete 1989 die Firmengruppe Socolil. Sie beschäftigt 3000 Mitarbeiter und erzielt einen geschätzten Jahresgewinn von 150–200 Mio. US-Dollar. Neben zahlreichen weiteren Firmen gehört ihm das Straßenbauunternehmen Planasul und er ist größter Anteilseigner der Baufirma Omatapalo. Sein Vermögen wird auf über eine Milliarde US-Dollar geschätzt. Er ist Mitglied des Zentralkomitees der MPLA und des Politbüros der Partei. Im Jahr 2009 wurde er zum General der angolanischen Streitkräfte erhoben. Er hatte jedoch nie im Militär gedient und wurde daher spöttisch „der Phantomgeneral“ genannt.
Die Kreise der Provinz Huíla:
- Caconda
- Cacula
- Caluquembe
- Chibia
- Chicomba
- Chipindo
- Gambos
- Humpata
- Jamba
- Kuvango
- Lubango
- Matala
- Quilengues
- Quipungo

## Bevölkerung
Die ursprünglichen Bewohner der Region waren Khoisan, von denen nur noch wenige residuale Gruppen existieren. Verdrängt wurden sie von Hirten- und Hirtenbauernvölkern, die es heute in Form verschiedener Ethnien gibt. Am stärksten sind in der Provinz Hirtenbauern vertreten, die unter der Sammelbezeichnung Nyaneka-Khumbi laufen, aber nach ihrem Selbstverständnis, ihrer Sprache usw. unterschieden sind und keine Gesamtheit bilden. Die zahlenmäßig stärkste unter diesen Ethnien sind die Mwila, von deren Namen sich die Bezeichnungen für das Hochland und die Provinz ableiten. Die reinen Hirtenvölker fallen demografisch weniger ins Gewicht; das wichtigste von ihnen sind zu den Herero gehörigen Kuval.
Durch das relativ milde Klima begünstigt, kam es zu einer relativ starken Besiedlung durch portugiesische Einwanderer, die sich z. T. mit der einheimischen Bevölkerung vermischten. Dies führte zu Ausbau und Diversifizierung der Landwirtschaft, gleichzeitig aber auch zu einem Anwachsen der Städte und Ortschaften.
Vom politischen und militärischen Kampf um die Unabhängigkeit Angolas und vom Bürgerkrieg in Angola wurde Huíla direkt nur während relativ kurzer Zeitspannen betroffen. Diese Erschütterungen brachten es jedoch mit sich, dass eine beträchtliche Zahl von Ovimbundu sich auf der Flucht vor dem Kriegsgeschehen im Zentralhochland auch in der Provinz Huíla niederließ, besonders in der Stadt Lubango. Dort gibt es inzwischen auch ein (erheblich kleineres) Kontingent von Bakongo, die im Kongo-Kinshasa "assimiliert" worden waren und sich bei ihrer Rückkehr nach Angola über das Land verstreuten.

## Wirtschaft
Die Hauptwirtschaftszweige sind die Land- und Forstwirtschaft. Es werden Obst und Früchte angebaut. Die Viehwirtschaft wird sowohl von nomadischen Viehtreibern als auch von Großfarmen betrieben. Die Gold- und Eisenerzförderung soll vorangetrieben werden. In Chipinda ist bereits eine Waschanlage in Betrieb, die pro Tag 500 Tonnen Rohmaterial für die Goldproduktion verarbeiten kann. In anderen Minen wird durch sogenannte Garimpeiros Gold unter fragwürdigen Umständen in kleinen Mengen gewonnen. Industriestandorte gibt es nur in Lubango, Matala und Jamba.

## Bibliografie
- Carlos Estermann, The Ethnography of Southwest Angola, 3 Bde., Gibson & Africana Publishing, New York & London, 1976
- Mike Stead, Sean Rorison: Bradt Travel Guides, S. 208, 2010